# Weissella confusa
Weissella confusa (abreujat W. confusa) i conegut anteriorment com a Lactobacillus confusus, és un bacteri grampositiu que es manifesta en forma de bacils de mida petita amb capacitat de créixer a 45 °C. És fermentador de glucosa i com a producte forma àcid lactic. També utilitza sacarosa, xilosa, galactosa i ribosa (entre d'altres) i produeix àcid. És productor d'oligosacàrids no digeribles i polisacàrids extracel·lulars, bàsicament dextrà. El percentatge de G+C és del 45% i la seva soca tipus és ATCC:10881.
S'ha aïllat de mostres molt diverses com ara la rizosfera de l'olivera, sediments costaners, mostres humanes o heroïna. També s'ha trobat en alguns productes alimentaris com ara el pebrot vermell i groc, el sucre de canya o el suc de pastanaga.
S'ha identificat també en animals, per exemple en llet i intestí de vaques, en excrements de canins, en intestí de vaques, i en l'intestí de llobarro. S'ha identificat com a patogen emergent, juntament amb Weissella ceti, que provoca hemorràgies i septicèmia en truites irisades.
Com altres espècies del gènere Weissella, presenta relació amb l'ésser humà, ja que s'ha trobat en mostres sanguínies i fecals humanes, en llet materna i en la microbiota vaginal. Durant anys no es va considerar que aquest bacteri fos causant de malalties en humans (degut a la falta de mètodes per a la seva identificació), però ara s'associa a casos de bacterièmia, endocarditis i osteomielitis. Aquesta espècie bacteriana està més àmpliament distribuïda en mostres fecals de persones sanes que de pacients amb síndrome del còlon irritable, fet que proposa W. confusa com a diana d'investigació.
El seu genoma conté gens que codifiquen resistència a antibiòtics com ara la meticil·lina o la fosfomicina.